# جایزه مکس
جایزه مکس (اسپانیایی: Premios Max‎) نام جایزه‌ای است که به برترین‌های هنرهای نمایشی و تئاتر در کشور اسپانیا اهدا می‌شود و مهم‌ترین جایزهٔ این رشتهٔ هنری در اسپانیاست.
این جایزه در سال ۱۹۹۸ میلادی توسط «انجمن عمومی مؤلفان و ناشران» ایجاد شد و همه ساله در شهرهای متفاوت اسپانیا در شاخه‌های مختلف هنرهای نمایشی اعطا می‌شود.
تندیسِ جایزه که به شکل یک سیب نقاب‌دار است توسط شاعر و هنرمند کاتالان «ژوان بروسا» طراحی شده است.
جایزهٔ مکس، معادلِ «جایزه مولیر» در فرانسه، «جایزه تونی» در تئاتر برادوی ایالات متحده آمریکا و «جایزه لارنس الیویه» در انگلستان است.